# Корнєєв Ілля Ілліч
Ілля Ілліч Корнєєв (2 серпня 1888, місто Санкт-Петербург, тепер Російська Федерація — 20 вересня 1957, місто Москва) — радянський партійний діяч, народний комісар соціального забезпечення Української СРР, відповідальний секретар Таганрозького окружного комітету КП(б)У. Член ВУЦВК. Член Центральної контрольної комісії КП(б)У та член Президії ЦКК КП(б)У в травні 1924 — грудні 1925 року. 

## Біографія
Трудовую діяльність розпочав у дванадцятирічному віці на Путиловському заводі Санкт-Петербурга.
Член РСДРП(б) з 1912 року.
Учасник революційного руху в Петрограді. Влітку 1917 року за вказівкою ЦК РСДРП(б) відправлений в Таганрог, працював на Російсько-Балтійському заводі та займався революційною пропагандою.
У 1921—1922 роках — заступник народного комісара соціального забезпечення Української СРР.
У 1922—1923 роках — народний комісар соціального забезпечення Української СРР.
У 1923—1924 роках — відповідальний секретар Таганрозького окружного комітету КП(б)У.
Потім — на відповідальній роботі в авіаційній промисловості в Москві.
Помер 20 вересня 1957 року в Москві. Похований на Новодівочому цвинтарі Москви.
Рішенням виконавчого комітету Таганрозької міської ради депутатів трудящих від 28 травня 1959 року ім'ям Корнєєва названа одна з вулиць в Таганрозі (колишня «Третя крива вулиця»).